# Euodynerus seulii
Euodynerus seulii är en stekelart som först beskrevs av Rad. 1890.  Euodynerus seulii ingår i släktet kamgetingar, och familjen Eumenidae. Inga underarter finns listade i Catalogue of Life.